# Inge Deutschkronová
Inge Deutschkronová (23. srpna 1922 Finsterwalde - 9. března 2022, Berlin) byla německo-izraelská novinářka a spisovatelka.

## Život
Byla dcerou židovského středoškolského učitele, který se přestěhoval se svou rodinou do Berlína v roce 1927. Ale v roce 1933 byl její otec vyhozen z práce, uprchl do Velké Británie a Inge s její matkou zanechal v Berlíně. V letech 1941 až 1943 pracovala v kartáčovně pro Otto Weidta, který zaměstnával slepé a hluché dělníky (z nich převážná část byli Židé). Díky Ottovi Weidovi se jí podařilo uniknout deportaci. Od ledna 1943 žila Inge v Berlíně ilegálně a se svou matkou se ukrývaly, aby přežily.
V roce 1946 se přestěhovala se svou matkou do Londýna, kde se věnovala studiu cizích jazyků a stala se sekretářkou Mezinárodní socialistické organizace. Od roku 1954 odcestovala do Indie, Barmy, Nepálu a Indonésie. Nakonec se vrátila v roce 1955 do Německa a začala pracovat v Bonnu jako nezávislá novinářka. V roce 1958 ji izraelské noviny Ma'ariv přijali jako korespondentku a v roce 1963 jako svou pozorovatelku u soudu frankfurtského soudu osvětimskými nacistickými zločinci. V roce 1966 získala izraelské státní občanství. V roce 1972 se přestěhovala do Tel Avivu a pracovala pro noviny Maariv noviny až do roku 1988. Zde se věnovala mezinárodní politice a otázkám Středního východu. V prosince 1988 se vrátila Berlína, kde se hrála divadelní adaptacce její autobiografie „Nosila jsem na žlutou hvězdu“. Od roku 1992 žije jako spisovatelka na volné noze v Tel Avivu a Berlíně.
Při své činnosti se snažila upozornit na mlčící hrdiny – lidi, kteří zachránili Židy při pronásledování za nacistického režimu, dohlížela na činnost Muzea Otty Weidta a muzea Mlčících hrdinů v Berlíně. Napsala řadu knih pro děti i dospělé o svém životě i o životě Otto Weidta.

## Ocenění
V roce 1994 jí byly uděleny Moses Mendelssohn Prize a Rahel Varnhagen von Ense Medal. Opakovaně však odmítla německý Spolkový kříž za zásluhy, ale v roce 2002 získala v Berlíně Řád za zásluhy o stát. Řád byl udělován jako „uznání a ocenění vynikajících příspěvků pro město Berlín“.
V roce 2008 jí byla udělena cena Carl-von-Ossietzkého za soudobé dějiny a politiku, který uvedl její „životní dílo je znamení pokračujícího závazku k demokracii a lidským právům a proti všem formám rasismu.“ Zároveň jí byla dána v roce 2008 medaile Louise Schroederové. Tato medaile je každoročně udělována z odkazu Louise Schroeder za „zvláště vynikající příspěvky pro demokracii, mír, sociální spravedlnost a rovnost.“

## Dílo
Napsala řadu knih v němčině:
- Ich trug den gelben Stern, Kolín nad Rýnem 1978, ISBN 3-8046-8555-2
- Israel und die Deutschen: Das schwierige Verhältnis, Kolín nad Rýnem 1983.
- ... denn ihrer war die Hölle: Kinder in Gettos und Lagern, Kolín nad Rýnem 1985, ISBN 3-8046-8565-X
- Milch ohne Honig: Leben in Israel, Kolín nad Rýnem 1988, ISBN 3-8046-8719-9
- Ich trug den gelben Stern, Mnichov 1992, 3-423-30000-1
- Mein Leben nach dem Überleben, Kolín nad Rýnem 1992, ISBN 3-8046-8785-7
- Sie blieben im Schatten: Ein Denkmal für "stille Helden", Berlín 1996, ISBN 3-89468-223-X
- Mein Leben nach dem Überleben, Mnichov 2000, 3-423-30789-5
- Emigranto: Vom Überleben in fremden Sprachen. Berlín 2001, ISBN 3-88747-159-8
- Papa Weidt: Er bot den Nazis die Stirn, Kevelaer 2001, ISBN 3-7666-0210-1 (s Lukasem Reugenbergem)
- Offene Antworten: Meine Begegnungen mit einer neuen Generation, Berlín 2004, ISBN 3-88747-186-5